# Авио, Лудовико
Лудовико Эктор Авио (исп. Ludovico Héctor Avio; 6 октября 1932 или 6 октября 1931, Пигуэ, Буэнос-Айрес — 23 июня 1996, Мар-дель-Плата, Буэнос-Айрес) — аргентинский футболист, нападающий.

## Международная карьера
Лудовико Авио попал в состав сборной Аргентины на Чемпионат мира 1958 года. Из 3-х матчей Аргентины на турнире Авио сыграл в двух. В первом матче группового турнира против сборной ФРГ он не появился на поле, однако в следующей игре с Северной Ирландии Авио забил третий мяч аргентинцев на 59-й минуте. Также Авио сыграл и во встрече со сборной Чехословакии.